# Metropolitana di Los Teques
La metropolitana di Los Teques è una metropolitana venezuelana aperta al pubblico dal 3 novembre 2006.
Il sistema collega la città di Los Teques con Caracas.
Il primo tratto collega, su un percorso di 9,5 km, la stazione di Las Adjuntas, a 900 metri sul livello del mare, alla stazione di Alí Primera, a 1300 metri sul livello del mare, con un quarto d'ora di viaggio e senza fermate intermedie.
Dall'11 dicembre 2012 è stata aperta la stazione di Guaicaipuro percorrendo altri 700 metri. La costruzione della metropolitana prosegue, avendo in progetto di collegare anche le località di Carrizal e San Antonio de Los Altos.

## Linee
| Linea | Stazione      | Stazione      | Lunghezza | Stato                             |
| ----- | ------------- | ------------- | --------- | --------------------------------- |
| 1     | Las Adjuntas  | Alí Primera   | 9.5 km    | in servizio dal 3 novembre 2006   |
| 2     | Alí Primera   | Guaicaipuro   | 0.7 km    | in servizio dall'11 dicembre 2012 |
| 2     | Guaicaipuro   | Indipendencia | 1.0 km    | in servizio dal 1 dicembre 2013   |
| 2     | Indipendencia | Los Cerritos  | 1.7 km    | pianificata                       |
| 2     | Los Cerritos  | Carrizal      | 1.7 km    | pianificata                       |
| 2     | Carrizal      | Las Minas     | 4.3 km    | pianificata                       |
| 2     | Las Minas     | San Antonio   | 2.5 km    | pianificata                       |
| 3     | San Antonio   | La Morita     | 1.5 km    | pianificata                       |
| 3     | La Morita     | San Diego     | 1.6 km    | pianificata                       |
| 3     | San Diego     | Potrerito     | 4.9 km    | pianificata                       |
| 3     | Potrerito     | La Mariposa   | 3.0 km    | pianificata                       |
| 3     | La Mariposa   | La Rinconada  | 7.5 km    | pianificata                       |